# صفية شاه
صفية نفيسة شاه (بالإنجليزية: Safia Shah)‏ (ولدت في السادس عشر من شهر نوفمبر عام 1966)، اسمها حالياً صفية توماس، هي كاتبة ومحررة ومنتجة قنوات إخبارية بريطانية، وتنتمي لعائلة شاه الأفغانية-الهندية.
أنشأت وأدارت مع زوجها إيان محل بقالة (داليكتاسن) تقليدي ومحترم في لندن يُدعى «إيه. غولد»، مخصصٍ لبيع الأغذية البريطانية، فرمما البناء التاريخي أثناء العملية. أدار الزوجان هذا العمل لعدة أعوام قبل انتقالهما للعيش قرب الدار البيضاء (كازابلانكا) في المغرب.

## حياتها المبكرة وعملها
صفية شاه هي ابنة المؤلف المشهور والمعلم الصوفي إدريس شاه، وهي الشقيقة التوأم للكاتب والصحفي وصانع الأفلام الوثائقية طاهر شاه، وهي أيضاً الشقيقة الصغرى للكاتبة والمراسلة الصحفية ومخرجة الأفلام الوثائقية سائره شاه. أما والدتها فهي من أصول فارسية.
تلقت صفية تعليمها في مدرسة براينستون في دورسِت، إنجلترا. ثم درست في السوربون في جامعة غرينوبل في فرنسا. عملت صفية لصالح معهد الأبحاث الثقافية القائم في لندن، بصفتها مساعدة بحوث ومحررة، وعملت أيضاً مع اللاجئين الأفغان في محافظة خيبر بختونخوا في باكستان، وعملت مراسلةً صحافية ونقلت تقارير إخبارية عن الأوضاع الاجتماعية هناك. عملت صفية أيضاً كاتبة مستقلة، ومحررة لمعهد علوم الصحة.
عملت شقيقتها، سائره شاه، مع زوج صفية المستقبلي إيان توماس، والتقى الأخير بصفية عن طريق أختها، وتزوجها في نهاية المطاف في مكتب السجل المدني ماريلبون رود في لندن. عمل الزوجان لصالح وكالة الأنباء الأمريكية أسوشيتد برس، وعملا هناك بصفتهما صحفيين ومنتجين.

## إيه. غولد
غادرت صفية شاه (صفية توماس الآن) وزوجها عالَم الصحافة التلفزيونية في شهر أبريل من عام 2000، فأوجدا وأدارا محل بقالة تقليدي (داليكتاسن) هو «إيه. غولد»، وهو متجر مخصص لبيع المنتجات الغذائية البريطانية التقليدية، وموجود في شارع برَشفيلد، مقابل سوق سبايتالفيلدز، غير بعيدٍ عن شارع بريك لين المشهور بمطاعم الكاري. يبيع داليكتاسن «إيه. غولد» كعك البانبري وشاي كامبيل ونبيذ زهرة الخمان، والهدف من هذا المشروع هو التأكيد على أهمية الطعام البريطاني باعتباره مصدر فخرٍ للأمة. لاقى هذا العمل اهتمام وكالات الأنباء المحلية والمتخصصة والوطنية.
وفقاً لناقدة الطعام والكاتبة سجال سوخادوالا، يقع المتجر داخل مبنى استخدمه الملك هنري الثامن أرضيةً للمدفعية، وهناك، مارس الجنود سابقاً الرماية واستخدام البنادق، وهو قريبٌ من كنيسة المسيح المثيرة للدهشة والتي صممها نيكولاس هوكسمور في القرن الثامن عشر. تُشتهر تلك المنطقة بأنها المكان الذي وقعت فيه سلسلة جرائم جاك السفاح، وحريق لندن الكبير.
شُيّد هذا المبنى، المؤلف من 4 طوابق والحاصل على الدرجة الثانية في تصنيف الأبنية الأثرية، عام 1780، وكان في السابق مأوى لصانعي المجوهرات وتجار الفراء والأجواخ والأحذية. سكنته أيضاً أميليا غولد، وهي سيدة هنغارية أدارت تجارة صنع القبعات الفرنسية. لا تزال لافتة المتجر، التي تعود إلى ثمانينيات القرن التاسع عشر، تزركش الواجهة، أبقت صفية وزوجها على اللافتة ورمما المبنى التاريخي فبقي اسمه يحمل اسم السيدة. وهكذا، أصبح مبنى «إيه. غولد» ذا منظر جميل وعلى الطراز القديم، وفي الوقت ذاته، يتمتع بالمزايا الحديثة للداليكتاسن.
يوصف مبنى «إيه. غولد» بـ «المتجر القروي في قلب لندن»، وظهر مطولاً في فصل «الأيام الخوالي» من كتاب جين بايتون بعنوان «محال الأطعمة الأسطورية» (2006). صُنّف المتجر ضمن قائمة «أفضل 50 متجراً للأطعمة»، وهي قائمة وضعتها صحيفة «ذي إندبندنت»، وأوصت لولو غرايمز –وهي مديرة الأغذية في مجلة «أوليف» ومجلة «غود فود» –ببعض الأطعمة التي يبيعها المتجر، كالنقانق والجبنة والحلويات وبراندي سومرست.
صُوّرت صفية توماس واقفة أمام متجرها في إحدى المقالات، وهي مقالة كُتبت قبل بضعة أشهر من وقوع أزمة الركود الاقتصادي عام 2008، وأوضحت صحيفة «إيفننغ ستاندرد» اللندنية أن صفية تدافع عن المحال التجارية المستقلة في العاصمة. تزايدت هيمنة الأسواق المركزية «السوبرماركت» وسلاسل المتاجر الكبرى على العالم، فخسرت مدينة لندن أكثر من 7000 متجرٍ مملوك من طرف أفراد أو عائلات بين عامي 2002 و2008، وعانت الأعمال والمشاريع الصغيرة من أجل البقاء.

## حياتها اللاحقة والعمل
بعدما غادرت صفية وزوجها وأولادها لندن في وقت لاحق، هاجرت العائلة إلى المغرب لتعيش وتسكن قرب مدينة الدار البيضاء، حيث يقيم شقيق صفية، طاهر شاه، هناك. قسّمت صفية وقتها بين المغرب وإنجلترا، حيث تعيش وعائلتها على صندل هولندي في سَري.

## أعمالها
تُعتبر «قافلة أفغانية» أشهر أعمال صفية شاه، وهي عبارة عن نثريات جمعها إدريس شاه وحررها. يكتب إدريس شاه في مقدمة الكتاب ما يلي:
قافلة أفغانية هي مجموعة من الكتابات تأخذ القارئ في رحلة سحرية عبر أفغانستان. تحوي النثريات على نبذة سردية من أميرة بشتونية وقصص الحرب البطولية ونصائح حول الفطنة في شراء السجاد، ونكات نصر الدين خوجة المأخوذة من المجاهدين في جبهات القتال، وحتى وصفة طبق البيلاو (طبق من اللحم والأرز والتوابل) من طباخ الخليفة، رئيس طهاة الهندو كوش، والذي استضاف ذات مرة 4000 ضيف.
آخر أعمال صفية شاه هو كتاب للأطفال بعنوان «متطفل شارع كارنابي الكبير»، والذي صدر في الثالث والعشرين من شهر أكتوبر عام 2013. هو كتاب أطفال مصوّر أدى رسوماته مارك رييف، الذي اشتهر بعمله في مسرح الدمى التلفزيوني «صورة طبق الأصل». يعرض الكتاب ما أسمته شاه بـ «كلمات مهددة بالانقراض»، أو تلك الكلمات التي كانت شائعة في اللغة الإنجليزية، لكنها لم تعد دارجة. بالإضافة لكتاب «شارع كارنابي»، ألفت شاه عدداً من الكتب الإلكترونية التي تركز على مجموعة من الكلمات المهددة بالانقراض. من بين تلك الكتب: «واضح وضوح الطين المجلدان 1 و2: دليل الشخص شديد الجدال إلى العبارات الاصطلاحية»، و«A is For Anonymuncle: The Brabbler's Endangered ABC».

### القصص القصيرة
«حقيبة بنية» هي إحدى القصص القصيرة الموجودة ضمن «المجموعة الرابعة للمختارات الأدبية لجائزة بريستول للقصة القصيرة»، وتُعتبر تلك القصة «قصيرة وذكية وتحمل الطابع الإنجليزي بشدة من الكاتبة صفية شاه المقيمة في كازابلانكا، تصوّر شيئاً من روح الشباب في عصرنا الحديث الموجَّه نحو الإنترنت. السرد وافٍ طوال القصة، لكن نجاح القصة وعظمتها في النهاية، إذ كانت مفاجئة وغير متوقعة». تصف القصة انطباعات الشخصية الرئيسية وردود فعلها تجاه وفاة والدتها، بالإضافة إلى ردود فعلها تجاه ذكريات عرضية من الماضي. اختيرت القصص العشرون التي فازت بالجائزة السابقة من بين 2000 واحدة للفوز بجائزة بريستول للقصة القصيرة عام 2011.
في شهر نوفمبر من عام 2013، أصدرت صفية شاه مجموعة مؤلفة من 6 قصص قصيرة بعنوان «منخولٌ مرتان»، وهي تركز على الإجهاد الناجم عن القلق، والطرق العديدة التي يظهر فيها هذا الإجهاد في حياة الشخصيات. «منخول مرتان» هي المجلد الأول من أصل 3 مجلدات من القصص القصيرة ألفتها صفية شاه خلال حياتها.

### كلمات مهددة بالانقراض
تعشق صفية شاه اللغة الإنجليزية، وهي مناصرة للكلمات شبه المنسية في اللغة. شاركها برنامج «بلو بيتر» على قناة الـ «بي بي سي» هذا الشغف، فحازت صفية على شارة بلو بيتر الشهيرة.

## الاستقبال
اختارت الكاتبة الحائزة على جائزة نوبل، دوريس ليسينغ، مؤلف صفية «قافلة أفغانية» ليكون «كتاب العام» وفقاً لتصنيف صحيفة «ديلي تيليغراف»، ووصفته بـ «مزيج من الحكايا السحرية والقصص التاريخية...». ووصفته في مجلة «المراجعة الأدبية» بأنه «مادة مذهلة... كتاب عليك التعمق فيه، ملائم جداً للقراءة في السرير».